# Агамія (птах)
Агамія (Agamia agami) — вид пеліканоподібних птахів родини чаплевих (Ardeidae).

## Поширення
Чапля агамі поширена в центральній і північній частині Південної Америки — зокрема в Амазонії та у прибережних частинах Центральної Америки. В Андах зустрічається до 2600 м.

## Опис
Це коротконога чапля з непропорційно довгими та тонкими шиєю та дзьобом. Загальна довжина 60-76 см. Спина, крила, хвіст, верх голови темні з бронзово-зеленим відливом, решта оперення каштаново-руде або шоколадне, від підборіддя до грудей по низу шиї тягнеться біла смуга. Дзьоб, вуздечка і ноги жовті, райдужка помаранчева. У шлюбний період на голові виростає чуб з білувато-блакитних смуговидних пір'їн, волосоподібне світле пір'я розвиваються на шиї і спині та утворює гарний ажурний малюнок.

## Спосіб життя
Осілий птах, мешкає в тропічних лісах, лісових болотах, гніздиться невеликими групами на гілках дерев і кущів, всього в 1-2 м над водою. У кладці 2-4 яйця, шкіра пташенят червонувата, навколо очей — синя, на спині й голові — чорний пух.
Потайний, нечисленний, спорадично поширений вид.